# François-Charles d'Harcourt
Francois-Charles d'Harcourt, ou François d'Harcourt, onzième duc d'Harcourt et de Beuvron, est né le 12 juillet 1902 au château de Thury-Harcourt (Calvados) et mort au même endroit le 14 octobre 1997. Neveu du comte Charles d'Harcourt, gendre du baron François Gérard, petit-fils de François, 9e duc d'Harcourt, tous députés du Calvados, petit-fils de Sosthène II de La Rochefoucauld, duc de Doudeauville, député de la Sarthe, il s'engage dans une carrière politique dès 1928, à sa sortie de l'École des hautes études commerciales.

## Biographie

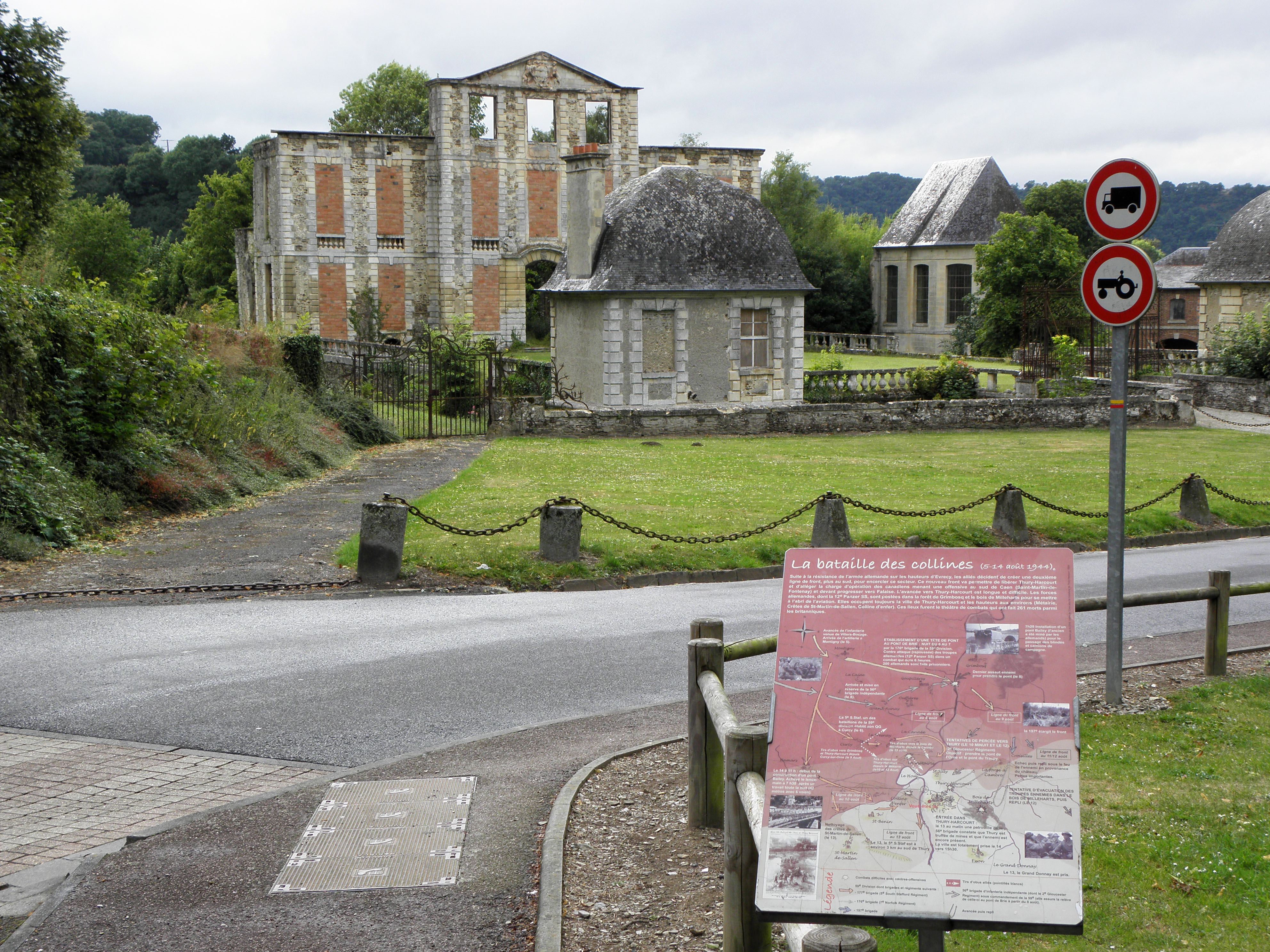
Corps central du château de Thury-Harcourt après l'incendie de 1944

François-Charles d'Harcourt est le fils d'Henri d'Harcourt, 10e duc d'Harcourt, et de Marie de La Rochefoucauld-Doudeauville. À la mort de son père, en 1908, alors qu'il n'a que 6 ans, il devient le 11e duc d'Harcourt. 
Il est élu député du Calvados en 1929, à la mort de son beau-père, François Gérard, auquel il succède. À l'Assemblée, il siège dans le groupe des Indépendants, s'intéressant particulièrement aux questions de défense des intérêts agricoles. Il est constamment réélu jusqu'en 1940. 
Il participe notamment au financement des Chemises vertes d'Henri Dorgères, un groupe d'action agricole (il détient plus de la moitié des actions de La Presse Agricole, entreprise du mouvement dans laquelle travaille Dorgères).
Pendant l'Occupation, il conserve secrètement les bijoux et objets précieux que son amie Violet Trefusis lui avait confiés et les lui restitue en 1945. 
Sa première épouse, Antoinette d'Harcourt, née Antoinette Gérard (en 1909) et amie intime d'Arletty, quant à elle, est emprisonnée à Fresnes pendant un an par les Allemands, en raison de ses activités dans la Résistance. Elle meurt prématurément en 1958. 
Les Allemands ayant réquisitionné son château de Thury-Harcourt, il refuse d'y loger en même temps qu'eux. En guise de représailles, les troupes d'occupation incendient l'édifice et l'essentiel de son contenu lors de leur retraite, en août 1944.
Membre du Jockey Club, le duc d'Harcourt se retire alors de la vie politique. Il se consacre, notamment, à sa passion pour les jardins, auxquels il dédie un ouvrage de référence : Des jardins heureux. En 1989, il publie aussi un livre de souvenirs, Regards sur un passé.
En 1948, il rachète à la ville du Neubourg, dans le département de l'Eure, le château du Champ de Bataille, ancienne propriété de son oncle Charles d'Harcourt, éprouvé par son utilisation comme hospice, puis par l'occupation, et le fait restaurer. En 1957, il l'ouvre à la visite du public. En 1966, il y commémore le millénaire de la Maison d'Harcourt, en présence de quelque cent vingt descendants des différentes branches, françaises et anglaise, de la famille. 
En 1983, il revend le Champ de Bataille, puis termine son existence à Thury-Harcourt, dont il avait fait réaménager après la guerre les jardins du château, aux abords du "Pavillon de Fantaisie",.

## Mariages et descendance
François-Charles d'Harcourt se marie deux fois :
1. en 1927 avec Antoinette Marie Béatrix Pauline Gérard (1909-1958), fille de François Gérard, député du Calvados, et de Catherine d'Aliney d'Elva.
2. en 1961 avec Maria Teresa (« Thyra ») de Zayas (1930-2021[9]), fille d'Alphonse, marquis de Zayas, et de Juliette d'Harcourt.

du premier mariage, sont issus deux fils :
- François d'Harcourt, 12e duc d'Harcourt (1997), député du Calvados ;
- Jean d'Harcourt (1930-2015), fondateur de l'association des Amis du Musée d'Art et d'Histoire Baron Gérard (MAHB) de Bayeux.

## Publications
- Des jardins heureux, Paris, Robert Laffont, 1969, AISN B0045BFP3W
- Des jardins heureux, rééd. Chêne, 1993,   (ISBN 9782851086730)
- Regards sur un passé, Paris, Robert Laffont, 1989, 187 p..

## Pour approfondir

### Sources
- « François-Charles d'Harcourt », dans le Dictionnaire des parlementaires français (1889-1940), sous la direction de Jean Jolly, PUF, 1960 [détail de l’édition]

### Pages connexes
- Maison d'Harcourt
- Liste des seigneurs d'Harcourt
- Château d'Harcourt (Thury-Harcourt)